# Бузулукское Лесничество
Бузулу́кское Лесни́чество — посёлок в Бузулукском районе Оренбургской области России. Входит в состав муниципального образования сельского поселения Сухореченский сельсовет.
Расположен в 3 км от города Бузулук, справа от трассы Бузулук—Бугуруслан.
Здесь расположено ГУП Оренбургской области «Бузулукский лесхоз». Оно создано в целях осуществления в соответствии с законодательством Российской Федерации мероприятий по охране, защите и воспроизводству лесов; а также удовлетворения общественных потребностей в результатах его деятельности.